# Julia Lévy-Boeken
Julia Sonia Lévy-Boeken (Parijs, 3 januari 1985) is een Frans-Israëlisch-Nederlands actrice. Ze is een dochter van producent Ludi Boeken en schrijfster Annette Lévy-Willard.
Lévy-Boeken is bekend van haar rollen in de series Ha-Alufa (2007), Entourage (2007-08) en Revivre (2009). Ook speelde ze kleinere rollen in films als Road Trip: Beer Pong, World War Z en Ils sont partout.